# Jewgenija Eduardowna Linjowa
Jewgenija Eduardowna Linjowa, geboren von Papriz, (russisch Евгения Эдуардовна Линёва, урожд. фон Паприц; * 28. Dezember 1853jul. / 9. Januar 1854greg. in Brest-Litowsk, Gouvernement Grodno; † 24. Januar 1919 in Moskau) war eine russische Altistin, Folkloristin und Hochschullehrerin.

## Leben
Linjowas Vater Eduard Gustawowitsch von Papriz (1816–1870) war Lehrer im Brest-Litowsker Kadettenkorps, während die Mutter Anna Konstantinowna von Papriz als Glinka-Schülerin Opernsängerin war. Nach dem Besuch der Moskauer Schule des Ordens der Heiligen Katharina studierte Linjowa Gesang am Sankt Petersburger Konservatorium und bei Mathilde Marchesi in Wien.
Darauf trat Linjowa als Opernsängerin in Wien, Budapest, Paris und London auf. Auch sang sie in Sinfoniekonzerten unter der Leitung Nikolai Rubinsteins in Moskau und Saratow. Im Moskauer Bolschoi-Theater trat sie 1882–1883 auf. Zu ihrem Repertoire gehörten Partien aus Giovanni Battista Pergolesis Stabat mater, Glinkas Ein Leben für den Zaren (Wanja) und Ruslan und Ljudmila (Ratmir), Pjotr Tschaikowskis Der Opritschnik und Charles Gounods Faust (Siébel). Auch sang sie Romanzen und Lieder von Mili Balakirew, Pjotr Tschaikowski, Otto Dütsch, Giacomo Meyerbeer und Josef Dessauer.
Linjowa beteiligte sich seit 1870 an der revolutionären Bewegung und gehörte 1882–1884 zu der illegalen studentischen Gesellschaft der Übersetzer und Herausgeber, die Schriften von Karl Marx und Friedrich Engels herausgab. Mit Engels wechselte Linjowa Briefe. Sie heiratete den revolutionären Ingenieur Alexander Linjow (1843–1918), mit dem sie 1890–1896 in London und New York City lebte. Sie gründete in New York City einen russischen Chor.
Seit Beginn der 1880er Jahre hatte Linjowa Volkslieder gesammelt, was sie nun nach der Rückkehr nach Russland wieder aufnahm. Dazu benutzte sie einen von ihrem Mann verbesserten Phonographen. Als erste der russischen Folkloristen zeichnete sie die Muster der volkstümlichen Mehrstimmigkeit genau auf. Von 1897 bis 1910 führte sie Expeditionen in den russischen, ukrainischen und kasachischen Gebieten durch. Ab 1902 war sie Sekretärin der Musik-Ethnographie-Kommission der Moskauer Gesellschaft der Freunde der Naturkunde, Anthropologie und Ethnographie. Slawische Musik-Folklore zeichnete sie 1913 in Österreich-Ungarn auf.
Von 1906 bis 1913 leitete Linjowa den Chor der Pretschistenka-Kurse für Arbeiter (kostenlose Abendkurse für Erwachsenenbildung in Moskau), den sie 1900 zusammen mit  Wjatscheslaw Bulytschow in Moskau gegründet hatte. Ab 1906 lehrte sie an dem auf ihre Initiative gegründeten Volkskonservatorium in Moskau, wo sie die Klasse für Solochorgesang führte. Eine ihrer Schülerinnen war  Olga Kowaljowa.
Der Dichter Konstantin Papriz war ein jüngerer Bruder Linjowas.

## Ehrungen, Preise
- Kleine Silbermedaille der Kaiserlichen Russischen Geographischen Gesellschaft (1899, 1911)[5]